# Franc-maçonnerie d'observance
 (juillet 2025).
- Si vous ne connaissez pas le sujet, laissez ce bandeau (vous pouvez alors contacter les auteurs).
- Si vous supprimez le contenu mis en cause (vous pouvez préalablement contacter les auteurs),

argumentez précisément cette suppression dans la page de discussion
(un manque de référence n'est pas un argument ; une recherche réelle de référence doit avoir été effectuée, être formellement documentée).
 (juillet 2025).
La franc-maçonnerie d'observance (FMO), parfois appelée maçonnerie d'observance (MO), Concept Européen (CE), ou Observance Traditionnelle (OT), est un concept au sein de la fraternité de la franc-maçonnerie, particulièrement au Canada et aux États-Unis, qui se distingue par son attachement aux dimensions traditionnelles, ésotériques et philosophiques de la franc-maçonnerie. Il représente un retour conscient et délibéré vers une expérience maçonnique plus disciplinée, intellectuellement rigoureuse et riche en cérémonies. Cette approche s'oppose aux pratiques maçonniques américaines et canadiennes qui, au fil du temps, ont pu tendre vers une camaraderie sociale plus informelle ou un accent mis sur les œuvres de bienfaisance exotériques, parfois au détriment des objectifs initiatiques et éducatifs plus profonds de l'institution.
Le terme « d'observance » est délibérément choisi par beaucoup de ses principaux porte-paroles, comme l'écrivain maçonnique Andrew Hammer, auteur de Observing the Craft. Cette préférence par rapport à « Observance Traditionnelle » vient de la compréhension que la « tradition » en franc-maçonnerie est un courant large et varié, englobant un éventail de pratiques historiques qui ne correspondent pas toutes aux normes élevées de solennité, de précision rituelle et d'étude dédiée qui caractérisent le mouvement d'observance. Ainsi, la franc-maçonnerie d'observance ne concerne pas tant un ensemble spécifique de pratiques historiques qu'une « observation diligente » et une réactivation de l'intention originelle des fondateurs de la maçonnerie spéculative. Cette intention est comprise comme la création d'un environnement transformateur où les individus, par l'allégorie, le symbolisme et l'auto-examen discipliné, sont guidés vers leur plus haut développement moral, intellectuel et spirituel.
La franc-maçonnerie d'observance n'est pas un rituel spécifique ni un type distinct de maçonnerie, c'est simplement une manière de la pratiquer. Elle n'a donc pas d'autorité centrale et peut être pratiquée à tous les niveaux, dans toutes les juridictions ou traditions.

## Histoire

### Origines

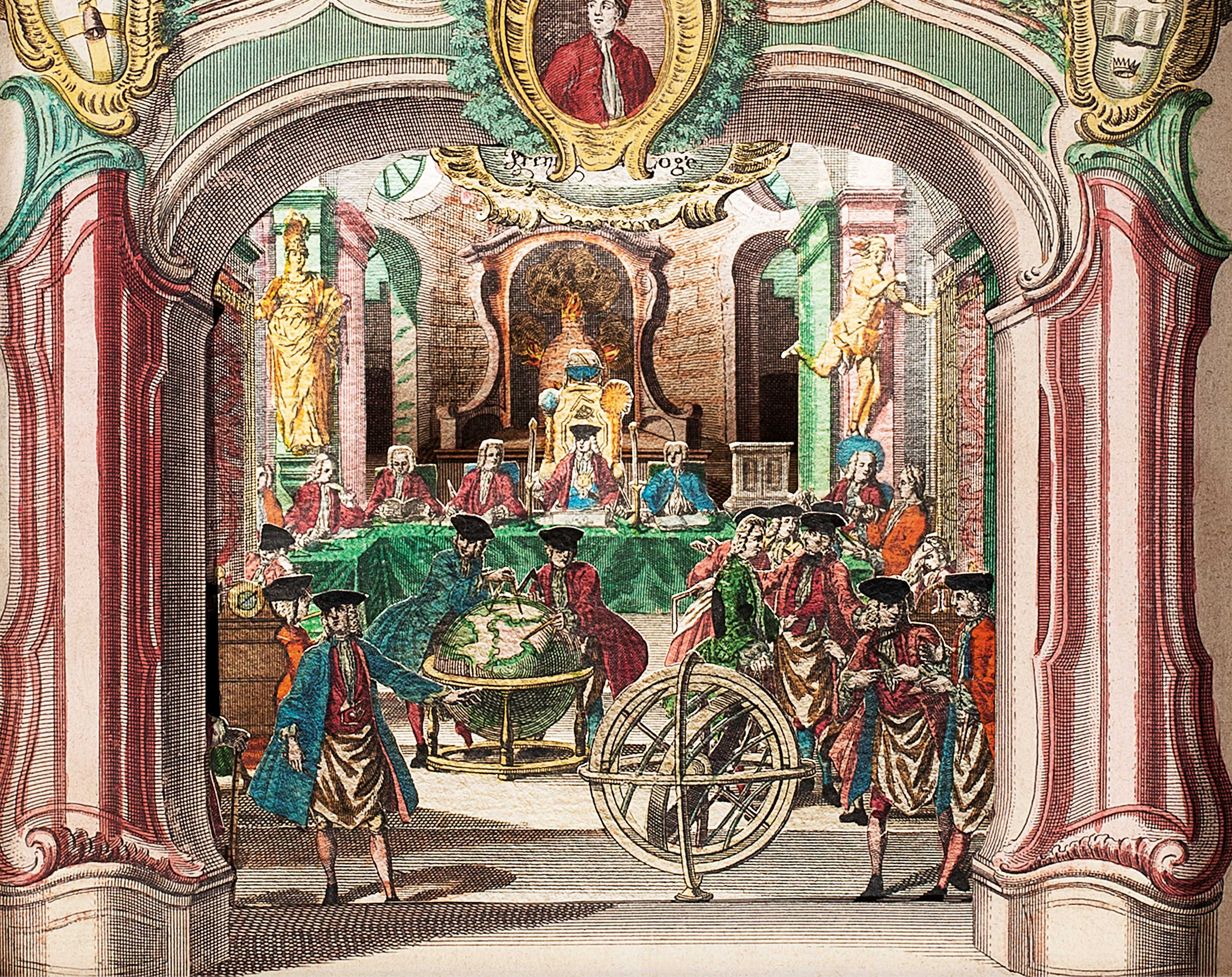
Représentation de maçons au travail en loge dans la "Loge des trois globes" à Berlin, vers 1740. On peut voir des francs-maçons mesurant des globes et discutant de divers sujets tout en tenant des instruments maçonniques.

Les origines de la franc-maçonnerie spéculative émergent formellement avec la création de la première Grande Loge d'Angleterre à Londres en 1717 et sont enracinées dans l'esprit des Lumières, une époque qui valorise la raison, l'amélioration de soi et l'exploration intellectuelle. Les premières loges maçonniques sont conçues comme des espaces de travail transformateur, où les individus peuvent s'engager dans un parcours qualitatif d'amélioration de soi par la connaissance ésotérique et l'instruction morale,. Cet idéal fondateur de la maçonnerie comme « laboratoire » pour l'amélioration personnelle et sociétale est ce que les maçons d'observance contemporains cherchent souvent à retrouver[réf. nécessaire]
En 1737, le Chevalier Andrew Michael Ramsay prononce un discours qui a un impact significatif sur la pensée maçonnique en introduisant l'idée d'une lignée croisée et chevaleresque pour la franc-maçonnerie. Le discours de Ramsay visait à insuffler la fierté de l'héritage de la maçonnerie des loges bleu et parle d'unir les hommes par la vertu, la science et la religion. Ses idées ont involontairement stimulé le développement de l'« écossisme » et de divers hauts grades, ajoutant des couches de récits ésotériques et historiques qui attirent ceux qui cherchent un sens plus profond au-delà des grades initiaux de la franc-maçonnerie,.
Contrastant avec les origines complexe de la Stricte observance templière, Friedrich Ludwig Schröder devellope le Rite de Schroeder en Allemagne vers la fin du XVIIIe siècle. Snchroeder vise à dépouiller ce qu'il considère comme des ajouts superflus et tardifs de hauts grades et à ramener la franc-maçonnerie au « oyau essentiel » des trois grades initiaux. Son rite est une réponse à la « folie des hauts grades maçonniques » et cherche à incarner les idéaux des Lumières de raison, de tolérance et d'amélioration éthique et spirituelle de l'individu. Tout en simplifiant, le rite de Schroeder conserve des éléments symboliques puissants comme le cabinet de réflexion et met l'accent sur le rituel comme un théâtre sacré et transformateur, visant une interprétation distinctement allemande des mystères maçonniques ancrée dans les enseignements fondamentaux.
Le XVIIIe siècle est également témoin du schisme important entre les « Modernes » de la première Grande Loge et les « Anciens », dans la franc-maçonnerie anglaise. Ce différend tourne en grande partie autour des modifications perçues du rituel et des anciens landmarks par la Première Grande Loge (les « Modernes »). Les « Anciens », principalement des maçons irlandais à Londres, établissent leur propre Grande Loge en 1751, prétendant adhérer plus fidèlement aux « vieilles institutions » et à ce qu'ils considèrent comme des pratiques plus authentiques.
Le XIXe siècle voit un renouveau ésotérique plus large, avec l'émergence de mouvement comme la théosophie et l'Ordre hermétique de l'Aube dorée. La franc-maçonnerie elle-même sert de terrain fertile à la spéculation ésotérique, certains maçons réinterprétant la fraternité comme gardienne de la sagesse ancienne ou de la Philosophia Perennis. Ce climat intellectuel favorise un intérêt pour des aspects symboliques et mystiques contribuant à un désir de plus que la simple camaraderie sociale. Les approches savantes de l'histoire maçonnique ont également commencé à prendre racine, illustrées par la fondation de la loge Quatuor Coronati n° 2076 à Londres en 1884. Cette loge est la pionnière d'une « école authentique » de recherche maçonnique établie sur des faits historiques, cherchant à remplacer les histoires romantiques et imaginaires par des travaux historiques rigoureux. Cet engagement à comprendre l'histoire factuelle et le développement des pratiques maçonniques a fourni une base intellectuelle pour les mouvements ultérieurs axés sur l'observance authentique.[réf. nécessaire]

### Perception d'un déclin de la qualité dans la franc-maçonnerie américaine

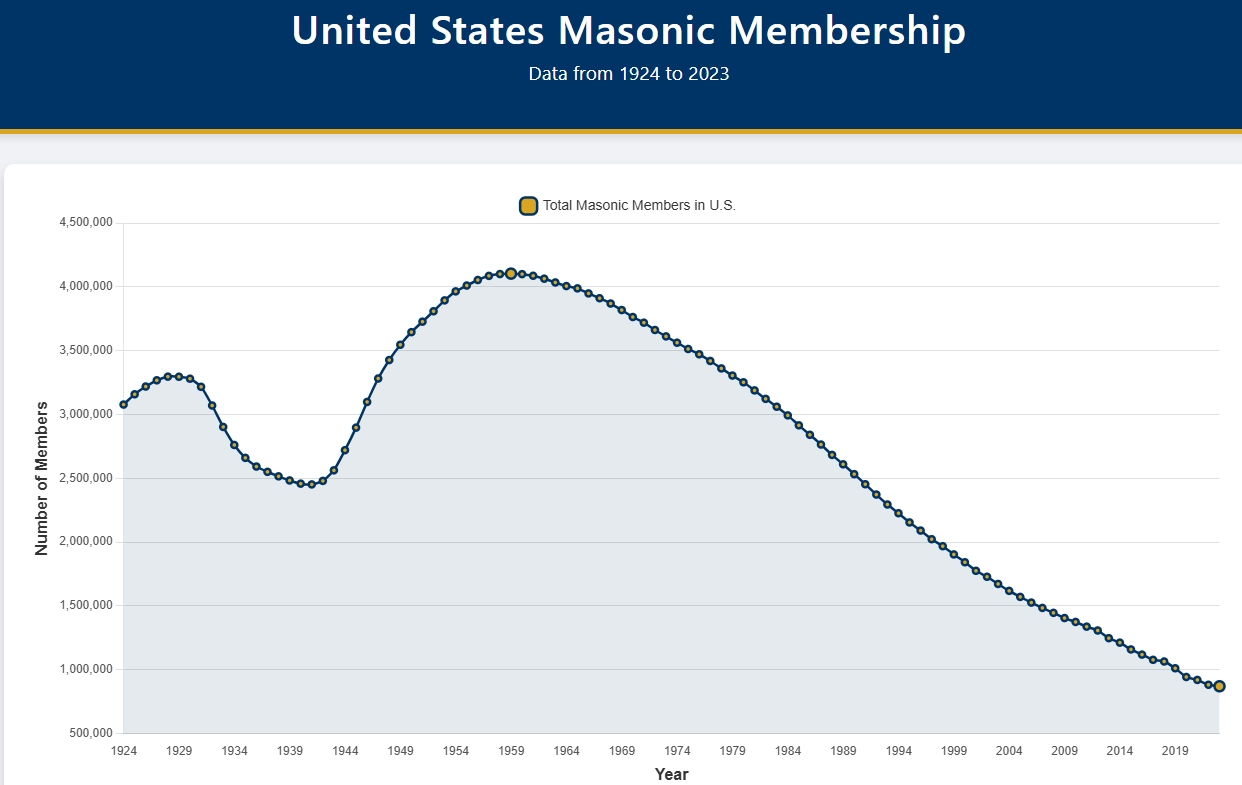
Déclin du nombre de membres maçons aux États-Unis de 1924 à 2023

Au début et au milieu du XXe siècle, des publications influentes expriment des inquiétudes sur l'état de la franc-maçonnerie aux États-Unis et appellent à un retour à des objectifs plus profonds. Le magazine The Builder (1915-1930),,, notamment édité par Joseph Fort Newton, sert de journal de premier plan pour les étudiants maçons, dédié à l'exploration de l'histoire, du symbolisme, de la philosophie et de l'éthique maçonniques, et appelant à un retour à une maçonnerie plus authentique, à une époque où la franc-maçonnerie américaine est critiquée pour sa croissance trop rapide et pour être devenue une « usine à grades » s'étant éloignée de l'intention originelle. Les propres écrits de Newton, tels que The Builders: A Story and Study of Freemasonry, visaient à fournir une compréhension accessible, mais savante des origines et des idéaux de la franc-maçonnerie bleue, en soulignant son influence progressiste sur la liberté, la fraternité et l'égalité. The Builder cherche à favoriser une appréciation sincère de la franc-maçonnerie et à promouvoir ses principes fondamentaux, en encourageant l'étude maçonnique et le développement de dirigeants compétents. Son contenu varié, y compris des discussions ésotériques et symboliques, s'adressent à ceux qui cherchent « plus de lumière » et tentent de combattre ce qu'ils considèrent comme une détérioration de l'institution.
Plus tard, dans les années 1960, l'influent livret de Dwight L. Smith, Whither Are We Travelling ?, offre une critique acerbe de la franc-maçonnerie nord-américaine contemporaine. Smith déplorait la baisse des normes, la dévaluation de l'appartenance maçonnique (citant les faibles cotisations et les grades conférés à la hâte), la camaraderie superficielle, le manque d'éducation profonde et les lacunes en matière de leadership. Il soutient que les problèmes de la maçonnerie sont auto-infligés et appelle à un retour à ses principes fondamentaux, en soulignant l'importance de garder la « Porte de l'Ouest » (adhésion sélective), un rituel significatif et le véritable but du banquet d'ordre. L'appel de Smith à « Essayer la franc-maçonnerie » – à se défaire des innovations et à se concentrer sur l'amélioration des hommes bons – a un profond écho et préfigure les préoccupations centrales du mouvement d'observance moderne.

### L'émergence du mouvement d'observance moderne
Le mouvement moderne de la maçonnerie d'observance prend de l'ampleur au début des années 2000, poussé par plusieurs facteurs convergents. Un déclin perçu de la profondeur de la pratique maçonnique dans certains milieux, couplé à une crise d'identité dans la franc-maçonnerie anglo-américaine et à une baisse du nombre de membres. Dans le même temps, à la maçonnerie continentale, européenne ou latino-américaine, plus observante et en croissance rapide, a conduit certains maçons à rechercher une expérience plus authentique. Simultanément, de nouvelles recherches universitaires sur l'histoire et les rituels maçonniques par des chercheurs tels que Margaret Jacob, J.A.M. Snoek et Andreas Önnerfors ont mis en lumière la richesse philosophique de la franc-maçonnerie originelle, oubliée ou négligée dans les loges contemporaines. Ce travail savant fournit une base historique et intellectuelle à ceux qui aspirent à un parcours maçonnique plus rigoureux et transformateur. Par conséquent, une avant-garde de maçons américains commence à se demander pourquoi leurs expériences semblent souvent superficielles par rapport aux descriptions profondes trouvées dans les anciens écrits et conférences maçonniques ou en comparaison de leurs homologues européens. Le terme « d'observance » lui-même signifie une adhésion aux lois et principes de la franc-maçonnerie, les praticiens s'efforçant de mettre en œuvre les meilleures pratiques issues de l'histoire maçonnique et des intentions originelles de des grades des loges bleues.

## Principes fondamentaux de la franc-maçonnerie d'observance
La franc-maçonnerie d'observance est ancrée dans un ensemble de principes et de pratiques fondamentaux conçus pour favoriser une expérience maçonnique profonde et transformatrice. Bien qu'il n'y ait pas de « credo » unique et monolithique, une philosophie commune met l'accent sur un retour à ce qui est perçu comme les intentions fondatrices de la franc-maçonnerie spéculative.

## Organisations clés et soutien institutionnel
La croissance et la pratique de la franc-maçonnerie d'observance sont soutenues et influencées par diverses organisations et cadres institutionnels qui fournissent des ressources, de l'aide et des plateformes de discussion.

### La Masonic Restoration Foundation
Fondée en 2001, la Masonic Restoration Foundation (MRF) a été une organisation pivot dans le mouvement d'observance moderne en Amérique du Nord. Sa mission déclarée est d'examiner les problèmes auxquels la franc-maçonnerie nord-américaine est confrontée, d'identifier les pratiques historiques et actuelles réussies, et d'offrir des solutions réalistes visant à améliorer l'expérience du travail maçonnique. La MRF cherche à restaurer la franc-maçonnerie à ce qu'elle considère comme l'intention historique et philosophique de ses fondateurs, estimant que cela favorisera une culture fraternelle d'apprentissage et de croissance intellectuelle[réf. nécessaire].
La MRF fonctionne comme une organisation éducative, servant de centre d'échange pour les meilleures pratiques, organisant des conférences (avec la permission de la Grande Loge), et fournissant des recherches, des nouvelles et des analyses liées au patrimoine maçonnique et aux tendances actuelles. Elle distribue des ressources telles que "Eight Steps to Excellence: The Observant Lodge" d'Andrew Hammer, un document clé décrivant les étapes pratiques pour les loges souhaitant adopter les pratiques d'observance. Bien que la MRF ne « charte » ou ne « reconnaisse » pas formellement des loges spécifiques dans un sens d'accréditation, son influence est évidente dans le réseau de loges qui s'alignent sur ses principes et utilisent ses ressources. L'accent mis par la MRF sur la compréhension de ce que recherchent les nouveaux maçons — souvent la vérité, l'amélioration de soi et le développement philosophique — la positionne comme une entité s'efforçant de jeter un pont entre les traditions maçonniques historiques et les besoins contemporains, rendant l'Ordre pertinent pour un public moderne. Il est important de noter que d'autres efforts de « restauration maçonnique », tels que le "Masonic Arches Restoration Fund" en Indiana, se concentrent sur la préservation du patrimoine physique et sont distincts de la mission philosophique et pratique de la MRF,.
Les loges qui ont été répertoriées comme loges d'observance par la Masonic Restoration Foundation ne représentent pas toutes les loges d'observance, car il serait impossible de le savoir puisque la définition n'est pas codifiée, mais la croissance constante dans un contexte de baisse générale du nombre de membres montre une forte évolution vers la maçonnerie d'observance.

### La désignation«Observant Masonry»de la Grande Loge de New York
Un développement significatif dans la reconnaissance institutionnelle de la franc-maçonnerie d'observance est la désignation "Observant Masonry" (OM) établie par la Grande Loge de New York (GLNY). Les loges qualifiées au sein de sa juridiction peuvent recevoir le titre "(OM)" ajouté au nom et au numéro de leur loge (par exemple, "Sample Lodge No.123 (OM) F&AM"). Cette désignation formelle n'est pas destinée à conférer un statut ou un prestige supérieur, mais plutôt à identifier clairement les loges qui adhèrent aux principes d'observance, servant ainsi de ressource et d'exemple pour d'autres maçons et loges intéressés par ce mode de pratique.[réf. nécessaire]
Les critères pour recevoir et maintenir la désignation OM sont rigoureux, soulignant un véritable engagement pour les idéaux d'observance. Ceux-ci incluent la gouvernance de la loge selon les principes d'observance, une pratique rituelle exemplaire, une programmation éducative robuste, un environnement de réunion approprié, un fort engagement des membres, un plan pour la longévité de ces pratiques, et le passage par un processus de candidature, d'examen et de re-certification périodique par le Comité de la maçonnerie d'observance de la GLNY. La GLNY, qui supervise plus de 500 loges (certaines sources indiquent environ 800), considère l'initiative OM comme un moyen de raviver l'intention originelle de l'Ordre, d'améliorer le rituel et l'ambiance, d'améliorer la rétention des membres et de promouvoir généralement l'excellence maçonnique. Cette institutionnalisation formelle par une grande Grande Loge marque une étape significative dans la légitimation des pratiques d'observance au sein de la structure maçonnique traditionnelle, les faisant passer au-delà des efforts purement locaux. La stratégie de la GLNY semble être de favoriser le changement par l'influence et l'exemple, en encourageant l'adoption organique plutôt qu'en imposant des pratiques à toutes ses loges. Le nombre précis de loges détenant actuellement la désignation OM dans l'État de New York n'est pas explicitement indiqué,.

### Autres organismes de soutien et cercles d'étude
Au-delà de la MRF et du programme OM de la GLNY, un écosystème plus large de sociétés de recherche maçonnique, de cercles d'étude, de communautés en ligne et de publications contribue à l'environnement intellectuel et philosophique qui sous-tend la franc-maçonnerie d'observance.
Les sociétés de recherche maçonnique telles que la Philalethes Society (la plus ancienne et la plus grande aux États-Unis) et la loge britannique Quatuor Coronati n° 2076 favorisent le type d'enquête savante et d'engagement profond avec l'histoire et le symbolisme maçonniques que les maçons d'observance apprécient. Le Dormer Masonic Study Circle également basé au Royaume-Uni, se consacre à l'élargissement des connaissances sur la franc-maçonnerie.
Les plateformes en ligne sont devenues cruciales pour diffuser les idéaux d'observance. Des publications comme The Journal of The Masonic Society, l'archivé Living Stones Magazine, The Builder et la Pietre-Stones Review of Freemasonry publient des articles et des documents qui approfondissent l'érudition, le symbolisme et la philosophie maçonniques, créant un corpus de littérature qui soutient et informe le mouvement d'observance. Ce réseau décentralisé d'apprentissage et de discussion complète les efforts organisationnels formels, favorisant une culture plus large de l'observance et fournissant des ressources culturelles.
Les accords inter-loges, de nombreuses loges d'observance ont signé des « Chartes d'Amitié » avec d'autres loges d'observance à travers les juridictions pour devenir des loges « jumelles » ou « sœurs », créant un autre réseau de loges d'observance se soutenant mutuellement.
Les symposiums, chaque année, la MRF organise des symposiums aux États-Unis ou au Canada. Ces symposiums sont destinés à favoriser l'amitié et le soutien avec toutes les loges d'observance. Tous les maçons peuvent s'inscrire à ces symposiums, qu'ils soient affiliés ou non à une loge d'observance.

## Styles de franc-maçonnerie d'observance
La franc-maçonnerie d'observance peut être pratiquée à travers différents modèles de mise en œuvre.

### Concept Européen (CE)

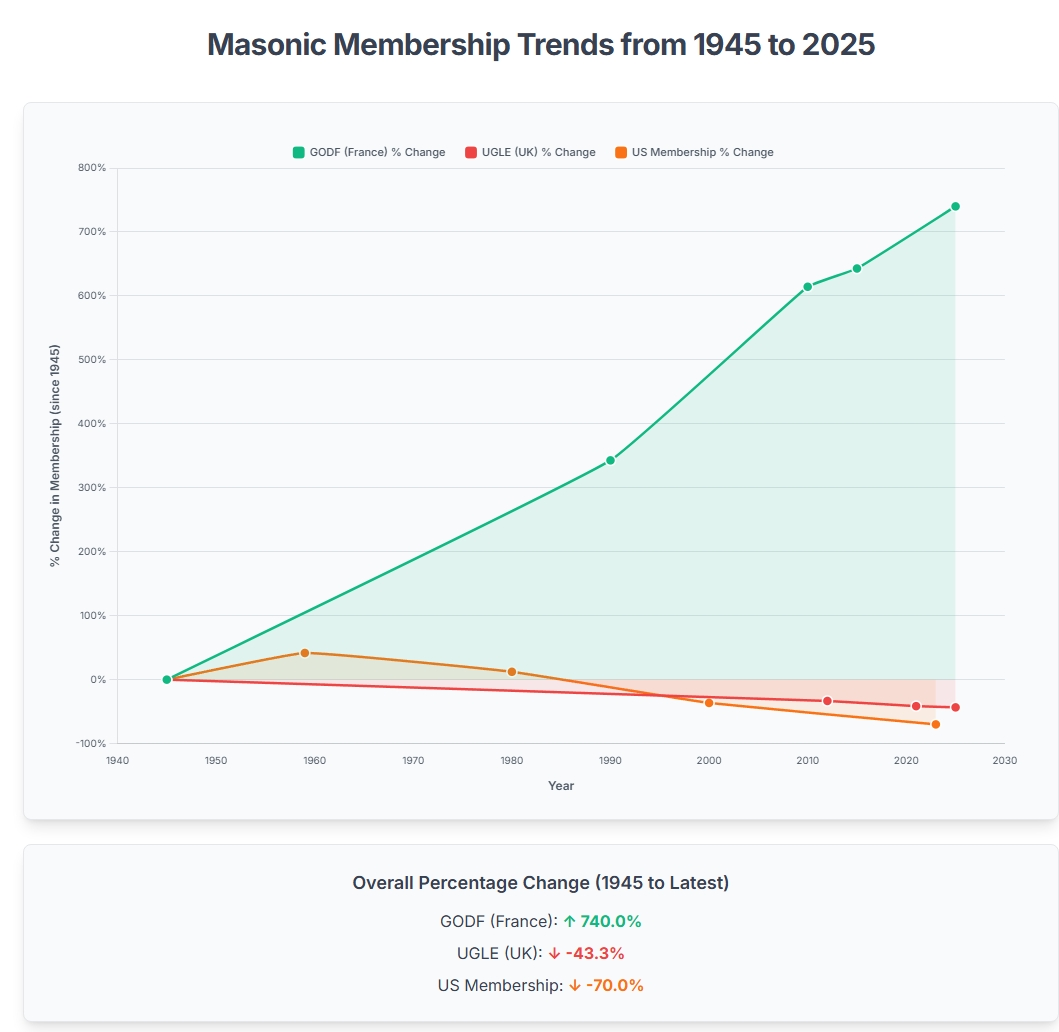
Comparaison de la croissance en pourcentage des effectifs dans différentes Grandes Loges de 1945 à 2025. Le Grand Orient de France (loge de Concept Européen) a connu une augmentation de 740 % de ses effectifs depuis la Seconde Guerre mondiale, contre une baisse de 43,3 % à la UGLE et une baisse significative de 70 % dans la franc-maçonnerie américaine.

Le Concept Européen (CE) est le modèle le plus courant de franc-maçonnerie d'observance, inspiré par des pratiques éprouvées et de longue date dans les loges d'Europe continentale et d'Amérique latine. Il a été formellement introduit en Amérique du Nord au début des années 2000 par l'auteur maçonnique Kent Henderson dans son essai influent « Back to the Future: A Prescription for Masonic Renewa »l.

### Idée fausse courante
Une idée fausse courante, surtout en Amérique, est que le Concept Européen représente un système étranger introduit dans la franc-maçonnerie américaine. Au contraire, le terme est porteur des principes fondateurs originaux sur lesquels la franc-maçonnerie spéculative a été établie, tant en Europe que, de manière originelle. Les pratiques associées à ce modèle ne sont pas une importation, mais une tentative de restauration des normes mêmes qui caractérisaient les loges des première d'Amérique.
Le nom « Concept Européen » s'est répandu simplement parce que ces traditions fondatrices — qui mettent l'accent sur une éducation maçonnique approfondie, un rituel solennel, une sélection rigoureuse des membres et une camaraderie significative — ont été plus ou moins diligemment préservées et ont continué à prospérer dans de nombreuses juridictions européennes ainsi qu'en Amérique du Sud. Pendant ce temps, en raison de diverses pressions historiques au XXe siècle, ces mêmes pratiques sont progressivement tombées en désuétude dans de nombreuses régions des États-Unis. Par conséquent, pour une loge américaine, adopter ce modèle n'est pas de rechercher des innovations à l'étranger, mais plutot de se tourner vers sa propre histoire pour récupérer un héritage maçonnique authentique.

### Observance anglo-ésotérique
L'Observance anglo-ésotérique (OAE) est un style de franc-maçonnerie d'observance qui émerge principalement dans le cadre de la maçonnerie conservatrice britannique et anglo-américaine. Elle cherche à revitaliser les dimensions ésotériques et contemplatives des grades bleues tout en restant fermement enracinée dans les formes rituelles britanniques traditionnelles telles que le style Emulation. L'OAE ne crée pas un nouveau rite, ni n'importe des esthétiques cérémonielles continentales ; elle réinterprète plutôt les cadres maçonniques existants à travers le prisme du symbolisme spirituel, de la réflexion philosophique et de la transformation intérieure,.
La distinction par rapport à d'autres styles d'observance, bien que l'OAE partage l'accent général de l'Observance, elle peut ne pas en adopter tous les éléments spécifiques. Par exemple, l'utilisation obligatoire du cabinet de réflexion pour toutes les initiations ou la structure particulière des banquets d'ordre de style pourraient ne pas être des caractéristiques standard. Au lieu de cela, l'OAE a tendance à travailler dans le cadre des coutumes de loge britanniques plus typiques, en les imprégnant d'un plus grand accent ésotérique et d'une plus grande rigueur intellectuelle, plutôt que d'importer un style rituel alternatif complet.

### Observance continentale-philosophique
L'Observance continentale-philosophique (OCP) est un style de maçonnerie d'observance qui puise son inspiration principale dans les traditions riches et diverses de la franc-maçonnerie d'Europe continentale, en particulier celles que l'on trouve en France, en Belgique et en Amérique latine[réf. nécessaire].
Un principe central de l'OCP est l'accent mis sur la réflexion philosophique et la transformation personnelle. La maçonnerie, dans cette optique, n'est pas simplement un système de moralité ou une société fraternelle, mais un chemin dynamique pour le développement individuel, l'exploration intellectuelle et un profond changement intérieur. Cet objectif de transformation est considéré comme primordial, permettant potentiellement une flexibilité dans l'expression rituelle si elle sert cet objectif principal. Cela résonne avec le concept plus large de la maçonnerie d'observance de la loge comme un « laboratoire » pour l'amélioration personnelle et la découverte de soi,.

## Impact, réception et rerspectives d'avenir

### Réception et influence plus larges
La position des Grandes Loges a été variée. Alors que la plupart des Grandes Loges américaines et canadiennes ont été favorables, avec des exemples comme la Grande Loge de New York établissant une désignation Observant Masonry (OM) et un comité pour guider et reconnaître les loges engagées dans ces principes avec de nombreux autres États ayant des loges se décrivant comme d'observance. Dans d'autres cas, les réglementations de la Grande Loge ou un manque de sympathie pour lrs partiques d'observance peuvent présenter des défis pour les loges souhaitant adopter ces modèles.
Malgré une adoption directe limitée à un ensemble spécifique de loges, le mouvement d'observance semble avoir influencé le discours maçonnique plus large. La disponibilité accrue d'informations maçonniques en ligne, associée aux écrits et aux discussions émanant des cercles d'observance, a contribué à une conversation plus large sur le renouveau maçonnique, la qualité du rituel, l'importance de l'éducation et le but général de la fraternité. Même dans les loges qui ne s'identifient pas formellement comme « d'observance », on observe une attention accrue à ces aspects de la pratique maçonnique, en partie inspirée par l'exemple de l'observance ; de nombreuses loges mettent en œuvre des aspects du style d'observance, tels que l'utilisation de la porte basse, un processus de sélection plus difficile, un temps plus long entre les grades, le cabinet de réflexion ou d'autres aspects ; il est donc impossible de calculer l'étendue du mouvement d'observance.

### Perspectives d'avenir
Les partisans de la franc-maçonnerie d'observance ont souvent des opinions distinctes sur l'avenir des loges bleues, en particulier à la vue de la baisse du nombre de membres dans de nombreuses juridictions américaines ou canadiennes.

#### Point de vue sur la baisse du nombre de membres
Plutôt que de considérer la baisse du nombre total de membres maçons uniquement comme une crise, certains au sein du mouvement d'observance l'interprètent comme une potentielle « rectification naturelle » ou une correction nécessaire. Cette perspective suggère qu'une période de contraction numérique peut éliminer une base de membres importante, fréquemment désengagée ou apathique, révélant un noyau plus engagé d'individus véritablement dévoués aux principes plus profonds de la franc-maçonnerie. L'argument est qu'une fraternité plus petite et plus ciblée, composée de maçons actifs et dévoués, pourrait finalement être plus forte et plus vitale qu'une institution plus grande caractérisée par une inactivité généralisée. L'accent passe de la « quantité de membres » à la « qualité de l'expérience maçonnique » et au dévouement de ses participants. Ce point de vue postule que la « menace de la grandeur », qui a historiquement conduit à une dilution des normes pour accommoder une adhésion de masse, peut être contrecarrée par un retour à des pratiques plus sélectives et exigeantes.

#### Impact potentiel à long terme
Si le mouvement d'observance continue de croître et d'influencer la pensée maçonnique, son impact à long terme pourrait être significatif. Il pourrait conduire à une renaissance de la pratique maçonnique, avec certaines loges continuant sur des lignes plus conventionnelles et socialement axées, tandis qu'un nombre croissant adopterait des modèles plus rigoureux, centrés sur l'éducation et rituellement profonds. Cela pourrait aboutir à une population maçonnique globale plus petite, mais potentiellement plus engagée, informée et engagée. Les maçons d'observance envisagent souvent un avenir où la fraternité retrouve son statut d'ordre initiatique sérieux axé sur le développement moral, intellectuel et spirituel, offrant ainsi une voie pour les cherchants contemporains. Le succès de telles loges pourrait également servir de modèle ou de catalyseur pour la réforme dans d'autres parties de la fraternité.

#### Appel à l'action
La littérature maçonnique d'observance contient fréquemment un « appel à l'action », exhortant les maçons à devenir des agents actifs dans la restauration et la revitalisation des loges bleues. L'objectif général exprimé dans de tels appels est de construire un avenir pour la franc-maçonnerie qui soit fidèle à ses idéaux les plus élevés, pour en faire une force transformatrice dans la vie de ses membres et, par extension, dans la société,.